# Gingidia
Gingidia es un género de fanerógamas de la familia de las apiáceas. Es originario de Oceanía.

## Taxonomía
El género fue descrito por John Wyndham Dawson y publicado en Kew Bulletin 29(3): 476. 1974.

## Especies
A continuación se brinda un listado de las especies del género Gingidia aceptadas hasta septiembre de 2012, ordenadas alfabéticamente. Para cada una se indica el nombre binomial seguido del autor, abreviado según las convenciones y usos.
- Gingidia algens (F.Muell.) J.W.Dawson
- Gingidia baxteri (Dawson) C.J.Webb
- Gingidia decipiens (Hook.f.) J.W.Dawson
- Gingidia enysii (Kirk) J.W.Dawson
- Gingidia flabellata (Kirk) J.W.Dawson
- Gingidia grisea Heenan
- Gingidia harveyana (F.Muell.) J.W.Dawson
- Gingidia montana (J.R.Forst. & G.Forst.) J.W.Dawson
- Gingidia trifoliata (Hook. f.) J.W. Dawson
- Gingidia trifoliolata (Hook.f.) J.W.Dawson